# Kyle Allen (Schauspieler)
Kyle Allen (* 10. Oktober 1994 in Livermore) ist ein US-amerikanischer Schauspieler.

## Frühere Tätigkeiten
Allen und seine zwei Jahre ältere Schwester Kristin betrieben als Kinder Akrobatik und nahmen an Wettbewerben teil. Er war ein Jahr lang in der olympischen Junioren-Nationalmannschaft; seine Schwester wurde zweimalige Weltmeisterin. Mit etwa zwölf Jahren begann er mit dem Tanz. Er besuchte das Internat Kirov Academy of Ballet in Washington, D.C. Nach dem Schulabschluss nahm er Kurse für Improvisationstheater in Los Angeles.

## Schauspielkarriere
Allen trat in Werbespots auf und wirkte bei einem Musikvideo des Rappers Master P mit. Ursprünglich als Statist wurde er 2015 für den Film One Night mit Isabelle Fuhrman besetzt, weil sein Manager auch diese repräsentierte, doch als nicht mehr mit Fuhrmanns geplantem männlichen Spielpartner gearbeitet wurde, ging diese Rolle an Allen; es war seine erste Filmhauptrolle.
In einer Fernsehserie war seine erste Hauptrolle ab 2016 in The Path als Sohn der von Aaron Paul und Michelle Monaghan gespielten Figuren. Nach deren Beendigung 2018 spielte er in der Staffel Apocalypse von American Horror Story. 2021 erschien er in den Filmen Sechzehn Stunden Ewigkeit und West Side Story, einer Neuverfilmung des Musicals. Auf dessen Soundtrackalbum ist er in dem Lied Gee, Officer Krupke zu hören.
Allen wurde 2021 für den Film Rosaline, einer modernen Neuinterpretation von Romeo und Julia, als Romeo besetzt.
Allens deutscher Synchronsprecher ist Konrad Bösherz.

## Filmografie
- 2016: One Night
- 2016–2018: The Path (Fernsehserie, 36 Folgen)
- 2018: American Horror Story (Fernsehserie, Staffel Apocalypse, 4 Folgen)
- 2020: All my Life – Liebe, als gäbe es kein Morgen (All my Life)
- 2021: Sechzehn Stunden Ewigkeit (The Map of Tiny Perfect Things)
- 2021: West Side Story
- 2022: The In Between
- 2022: Zum Mars oder zu Dir? (Space Oddity)
- 2022: The Greatest Beer Run Ever
- 2022: Rosalinde (Rosaline)
- 2023: A Haunting in Venice
- 2025: Morgen kommt ein neuer Himmel (The Life List)